# Весна Мішанович
Весна Мішанович (нар. 27 листопада 1964, Сараєво) — боснійська шахістка, яка має титул ФІДЕ жінки-гросмейстра.

## Біографія
Весна Мішанович народилась 27 листопада 1964 року в м. Сараєво. Перший успіх у Весни Мішанович був у 1988 році, коли вона стала чемпіонкою Югославії.
У складі збірних Югославії була учасницею шести Олімпіад (1988—1990 — за Югославію; 1994, 1998—2000 — за Боснію і Герцеговину). На 13-й Олімпіаді в Салоніках (1988) команда зайняла 3-е місце.
Початок боснійської війни застав її в Словенії. Після двох років боротьби їй вдалося повернутися до Сараєво як журналісту. Під час облоги Сараєво Весні вдалося продовжити свою кар'єру, використовуючи Сараєвський тунель для поїздок на турніри та повернення.

## Спортивна кар'єра
Весна Мішанович виграла дві бронзові медалі, зігравши за збірну Югославії на шаховій олімпіаді 1988 року в Салоніках. Медалі були за загальну командну результативність та за її індивідуальний результат на четвертій дошці. Вона була володаркою першої в історії медалі для Боснії та Герцеговини на першому командному чемпіонаті Європи серед жінок з шахів у Дебрецені 1992 року. Це була індивідуальна срібна медаль за найкращі рейтингові показники та результат на першій дошці.
Загалом вона брала участь у шести шахових олімпіадах, двічі для Югославії (4-я дошка в Салоніках 1988 і 2-а дошка в Новому Саді 1990) і чотири рази для Боснії та Герцеговини (1-а дошка в Манілі 1992, Москва 1994, Еліста 1998 та Стамбул 2000).
В індивідуальному, міжнародному змаганні вона розділила 7–9 місця на Кишинівському міжзональному турнірі 1995 року.

## Відзнаки
- За свої спортивні результати її двічі обирали найкращою спортсменкою Боснії та Герцеговини.
- Читачі жіночих журналів «Уна» та «Зена 21» проголосували її нагородою як «Жінка року».